# Fisicalisme
El fisicalisme és una doctrina filosòfica sobre la naturalesa de la realitat que afirma que tot allò que existeix és exclusivament físic. Es tracta per tant d'un materialisme reduccionista. El fisicalisme és una forma de monisme. Es pot considerar un tipus de cientifisme.
La filosofia de la ment és la branca filosòfica de la que més s'ha ocupat el fisicalisme. Referenciat a la ment la majoria dels fisicalistes sosté que aquesta és un epifenomen d'un sistema físic, sense entitat o substància per si sol. Assegura que els processos mentals es podran explicar, quan la ciència arribi al desenvolupament suficient, a partir de l'activitat cerebral. Teoria a la qual s'oposen alguns com el filòsof nord-americà Daniel C. Dennett, qui sosté el lliure albir malgrat el seu radical fisicalisme.
El dualisme i l'idealisme subjectiu són posicions alternatives al monisme i al fisicalisme. El dualisme, a diferència del monisme, afirma que hi ha dues substàncies, el físic i el mental o espiritual, totes dues amb el mateix grau de realitat. L'idealisme subjectiu, com pot ser la metafísica proposta per George Berkeley, és l'oposat al fisicalisme. Sosté que no existeix realitat física en absolut, tota substància existent és espiritual o mental.
Aplicat a la metodologia de la ciència (materialisme o fisicalisme metodològic) no suposa una posició ideològica sinó una hipòtesi de treball. Significa que es treballa amb els fenòmens observats com si aquests fossin l'única realitat, atès que no tenim la metodologia apropiada per a considerar científicament ens no físics. El fisicalisme metodològic és purament operatiu, ni afirma ni refuta un possible fisicalisme ontològic.
Molts autors del segle xx, particularment epistemòlegs i filòsofs de la ciència, prefereixen la denominació de fisicalisme perquè manca tant de les connotacions emocionals de la paraula materialisme com de les restriccions històriques associades a aquest. Emfatitza el físic, sigui matèria o energia.